# Leka (Norwegia)
Leka – norweskie miasto i gmina leżąca w regionie Trøndelag.
Leka jest 381. norweską gminą pod względem powierzchni.

## Demografia
Według danych z roku 2005 gminę zamieszkuje 609 osób. Gęstość zaludnienia wynosi 5,63 os./km², co daje 425. miejsce wśród norweskich gmin.
| ludność stan na 1 stycznia 2005 |         |           |       |
|                                 | kobiety | mężczyźni | razem |
| osób                            | 293     | 316       | 609   |
| %                               | 48,11%  | 51,89%    | 100%  |

| wykształcenie stan na 1 października 2004 |        |         |        |        |
|                                           | podst. | średnie | wyższe | niezn. |
| osób                                      | 163    | 295     | 49     | 3      |
| %                                         | 31,96% | 57,84%  | 9,61%  | 0,59%  |

## Edukacja
Według danych z 1 października 2004:
- liczba szkół podstawowych (norw. grunnskolar): 1
- liczba uczniów szkół podst.: 76

## Władze gminy
Według danych na rok 2011 administratorem gminy (norw. rådmann) jest Anne Stöckert Hagen, natomiast burmistrzem (norw. ordfører, d. borgermester) jest Arve Haug.